# Matt Reeves
Matthew George Reeves, detto Matt (Rockville Centre, 27 aprile 1966), è un regista, sceneggiatore, produttore televisivo e produttore cinematografico statunitense.

## Biografia
È noto per essere il creatore, assieme all'amico d'infanzia J. J. Abrams, della serie televisiva Felicity, di cui è stato anche produttore esecutivo e regista di alcuni episodi. Ha esordito nel 1995 scrivendo la sceneggiatura del film d'azione Trappola sulle Montagne Rocciose, per poi dirigere la commedia indipendente Tre amici, un matrimonio e un funerale con Gwyneth Paltrow e David Schwimmer. Nella prima metà degli anni duemila si è dedicato prevalentemente al piccolo schermo, co-sceneggiando anche il film di James Gray The Yards.
Nel 2008, raggiunge il successo dirigendo per la Paramount Pictures il film horror in found footage Cloverfield. Due anni dopo, dirige l'horror adolescenziale Blood Story, remake del film svedese Lasciami entrare. Scelto dalla 20th Century Fox per rimpiazzare Rupert Wyatt alla regia della serie cinematografica remake de Il pianeta delle scimmie, Reeves dirige nel 2014 Apes Revolution - Il pianeta delle scimmie e nel 2017 The War - Il pianeta delle scimmie. Lo stesso anno, viene scelto come sostituto di Ben Affleck alla regia e alla sceneggiatura di The Batman, spin-off incentrato sull'omonimo personaggio della DC Comics che non farà parte del DC Extended Universe.

## Filmografia

### Regista

#### Cinema
- Mr. Petrified Forrest – cortometraggio (1994)
- Tre amici, un matrimonio e un funerale (The Pallbearer) (1996)
- Cloverfield (2008)
- Blood Story (Let Me In) (2010)
- Apes Revolution - Il pianeta delle scimmie (Dawn of the Planet of the Apes) (2014)
- The War - Il pianeta delle scimmie (War for the Planet of the Apes) (2017)
- The Batman (2022)

#### Televisione
- Relativity – serie TV, episodio 1x14 (1997)
- Homicide (Homicide: Life on the Street) – serie TV, episodio 6x08 (1997)
- Felicity – serie TV, 5 episodi (1998-2001)
- Gideon's Crossing – serie TV, episodio 1x01 (2000)
- Miracles – serie TV, episodio 1x01 (2003)
- Conviction – serie TV, episodio 1x01 (2006)

### Sceneggiatore
- Mr. Petrified Forrest – cortometraggio (1994)
- Trappola sulle Montagne Rocciose (Under Siege 2: Dark Territory), regia di Geoff Murphy (1995)
- Tre amici, un matrimonio e un funerale (The Pallbearer) (1996)
- The Yards, regia di James Gray (2000)
- Blood Story (Let Me In) (2010)
- The War - Il pianeta delle scimmie (War for the Planet of the Apes) (2017)
- The Batman (2022)

### Produttore
- Felicity – serie TV, 61 episodi (1998-2002)
- 10 Cloverfield Lane, regia di Dan Trachtenberg (2016)
- The Cloverfield Paradox, regia di Julius Onah (2018)
- The Passage – serie TV, 10 episodi (2019)
- Loop (Tales from the Loop) – serie TV (2020)
- Away – serie TV (2020)
- Mother/Android, regia di Mattson Tomlin (2021)
- The Batman (2022)
- The Penguin – miniserie TV (2024-in corso)

## Riconoscimenti

### Saturn Award
- 2011 – Candidatura alla miglior regia per Blood Story[7]
- 2011 – Candidatura alla miglior sceneggiatura per Blood Story
- 2015 – Candidatura alla miglior regia per Apes Revolution - Il pianeta delle scimmie[8]
- 2018 – Candidatura alla miglior regia per The War - Il pianeta delle scimmie[9]
- 2022 – Miglior regia per The Batman[10]
- 2022 – Candidatura alla miglior sceneggiatura per The Batman (condivisa con Peter Craig)

### Empire Awards
- 2015 – Candidatura al miglior regista per Apes Revolution - Il pianeta delle scimmie[11]